# Real Monasterio de Santa María de la Piedad de Trasobares
El Real Monasterio de Santa María de la Piedad de Trasobares fue un monasterio femenino cisterciense en Trasobares, provincia de Zaragoza, en España. Estuvo activo desde 1168 hasta 1835  

## Historia
El monasterio cisterciense de Tulebras fundó Santa María de la Piedad en Trasobares, a medio camino entre Tarazona y Calatayud, como monasterio hijo en 1168. En 1188 el nuevo monasterio recibió privilegio real por Alfonso II. Sin embargo, los relatos más recientes hablan de una fundación en 1152. El monasterio de Veruela fue el responsable de la supervisión.  
Durante la crisis sucesoria generada a la muerte de Martín I el Humano y el subsecuente compromiso de Caspe de 1412, el monasterio apoyó al sublevado conde de Urgel, siendo destruido en la guerra civil posterior (supuestamente por orden del papa Benedicto XIII).   
La desamortización condujo a la disolución del monasterio en 1835 ya que no alcanzó la cuota crítica de 12 monjas. La abadesa marchó al monasterio de Santa Lucía, mientras el resto de las monjas se repartieron entre los monasterios de Zaidía, Calatravas, Tulebras y Casbas. Un intento de refundación fracasó en 1851 debido al mal estado de los edificios del monasterio. Hoy se mantienen la iglesia parroquial de La Asunción y la fachada del claustro del siglo XVI.